# 建築研究所
国立研究開発法人建築研究所（けんちくけんきゅうじょ、英語表記：Building Research Institute）は、国土交通省所管の国立研究開発法人。建築および都市計画に関する研究開発を行う研究機関である。

## 概要

### 設立根拠
- 独立行政法人通則法、国立研究開発法人建築研究所法

### 目的
建築研究所は、建築及び都市計画に係る技術（以下「建築・都市計画技術」という。）に関する調査、試験、研究及び開発並びに指導及び成果の普及等を行うことにより、建築・都市計画技術の向上を図り、もって建築の発達及び改善並びに都市の健全な発展及び秩序ある整備に資することを目的とする。（国立研究開発法人建築研究所法第3条）

### 沿革
- 1942年（昭和17年）12月　大蔵省大臣官房営繕課に建築研究室設置
- 1945年（昭和20年）10月　新宿区百人町に移転
- 1946年（昭和21年）4月　戦災復興院総裁官房技術研究所となる
- 1948年（昭和23年）1月　建設院第二技術研究所となる
- 1948年（昭和23年）7月　建設省建築研究所となる
- 1972年（昭和47年）5月　筑波研究学園都市移転が閣議決定
- 1979年（昭和54年）4月　現在地(当時、筑波郡大穂町)にて業務開始
- 1980年（昭和55年）4月　現在地に正式移転
- 2001年（平成13年）1月　省庁再編により、国土交通省の所管となる
- 2001年（平成13年）4月　独立行政法人建築研究所となる
- 2015年（平成27年）4月　国立研究開発法人建築研究所に名称変更

### 所在
- 茨城県つくば市立原1番地3

## 組織

### 役員等幹部
- 理事長
- 理事
- 監事2名(常勤及び非常勤)
- 研究総括監
- 研究専門役
- 国際協力審議役

### 総務・企画部門
- 総務部
  - 総務課
  - 職員課
  - 会計課
- 企画部
  - 企画調査課
  - 情報・技術課

### 研究グループ
- 構造研究グループ
- 環境研究グループ
- 防火研究グループ
- 材料研究グループ
- 建築生産研究グループ
- 住宅・都市研究グループ
- 国際地震工学センター